# РПЛ-20
РПЛ-20 («ручной пулемёт ленточный») — новейший российский ручной пулемёт под патрон 5,45 × 39 мм с ленточным боепитанием и не рассыпной лентой. Разрабатывается Ижевским машиностроительным заводом в настоящее время. Впервые был показан на форуме Армия-2020. В будущем он должен дополнить пулемёты РПК-16 и РПК-400 в спецподразделениях ВС РФ и ФСБ.

## История создания
Российские (в то время советские) вооружённые силы не имели на вооружении пулемётов уровня отделения среднего калибра с ленточным питанием с момента снятия с вооружения РПД в начале 1960-х годов. Официальная советская доктрина с 1960-х годов предписывала, что подавляющий огонь на уровне отделения будет вести РПК, а пулемёты ПК будут выдаваться на уровне роты для обеспечения более сильного огня. Хотя РПК был более простым и лёгким в использовании оружием, чем РПД, который он заменил, он не всегда работал так хорошо, как ожидалось. Магазинное питание, малый вес и фиксированный ствол делали его идеальным для работы одним человеком, но также ограничивали его способность вести непрерывный подавляющий огонь. Таким образом, некоторые пулемётчики в отделениях по мере необходимости оснащались пулемётами ПК.
Поскольку советские военные перешли от патрона 7,62 × 39 мм к патрону 5,45 × 39 мм для своих винтовок и ручных пулемётов, они рассматривали возможность принятия на вооружение ручного пулемета с двойной подачей нового калибра для замены РПК, аналогичного пулемёту FN Minimi. Затем Minimi вводят в западные армии. В результате был разработан ручной пулемет ПУ-21. Оружие было опробовано, но было отклонено как более сложное и тяжелое, чем новый РПК-74, но при этом не обеспечивающее отрядам повышения огневой мощи, которое мог обеспечить пулемет ПК. Тем временем была представлена модернизированная разработка ПК — ПКМ. ПКМ был легче своего предшественника и весил 7,5 кг, что позволяло при необходимости выдавать оружие отрядам пулеметчиков. В США был значительный разрыв между огневой мощью и массой (2,89 кг) M16 и (10,5 кг) M60 или (12,5 кг) M240 . Значительный разрыв стал причиной принятия на вооружение M249 SAW промежуточного калибра (и массой 7,1 кг). Имея настоящий универсальный пулемет, который весил немногим больше, чем РПК (4,8 кг), у СССР не было интереса в принятии на вооружение ПУ-21 или аналогичного оружия.
После отказа от ПУ-21 российские военные не проявляли интереса к пулемёту среднего калибра с ленточным питанием. МВД запрошены конструкции для подобного начала оружия в 2011 году, для использования антитеррористическими подразделениями. Однако были проведены соревнования по замене РПК-74, в результате чего РПК-16 был выбран для полевых испытаний. На основании отзывов об этих полевых испытаниях Концерн Калашников самостоятельно начал разработку РПЛ-20. Через несколько лет его представили на форуме Армия-2020.
На выставке ADEX-2024 было объявлено об разработке вариантов РПЛ-20 под калибр 5,56 x 45 мм и 7,62 x 39 мм. Прототипы под 7,62х39 и 5,56х45 уже успешно работают в Ижевске. Их будущее зависит исключительно от наличия/отсутствия заказчика таких вариантов.

## Описание
Концерн Калашников заявил, что РПЛ-20 представляет собой новую конструкцию, а не производную от широко распространенной серии автоматов Калашникова. Это полностью автоматический ручной пулемет с ленточным питанием, открытым поворотным затвором и газовым поршнем с длинным ходом. Конструкция пулемета позволяет устанавливать современные прицельные комплексы, целеуказатели, фонари и другие приспособления, а также предусматривает возможность ведения огня как левой, так и правой рукой. РПЛ-20 имеет два исполнения: с длиной ствола 590 мм и 415 мм. Патронный короб может вмещать ленты на 100 или 200 патронов. В пулемёте используется неразъёмная лента, предусмотрена возможность заряжания пулемёта протягиванием ленты без открывания ствольной коробки. Складной, регулируемый по длине приклад, оснащённый щекой и складной плечевой опорой. Стандартизированная база Пикатинни на 46 слотов для максимальной вариативности установки прицельных комплексов. 

## Тактико-технические характеристики[3]
- Масса, кг — 5,5
- Длина, мм — 950, 1100
- Длина ствола, мм — 415, 590
- Патрон, мм— 5,45×39
- Калибр, мм — 5,45
- Скорострельность, выстрелов/мин ~600
- Прицельная дальность, м ~800
- Вместимость коробки, патронов – 100, 200